# Finite Volume Community Ocean Model
Il Finite Volume Community Ocean Model (FVCOM; precedentemente noto come Finite Volume Coastal Ocean Model) è un modello della circolazione oceanica costiera di tipo predittivo, basato su una griglia non strutturata, a superficie libera e con equazioni primitive 3-D.
Il modello viene sviluppato principalmente dai ricercatori dell'University of Massachusetts Dartmouth e della Woods Hole Oceanographic Institution ed è utilizzato dai ricercatori in tutto il mondo. Originariamente sviluppato per i processi di inondazione/essiccamento degli estuari, il FVCOM è stato potenziato con l'inclusione del sistema di coordinate sferiche in modo da poter essere esteso sia a bacini che ad applicazioni globali.